# Lateraans Paleis

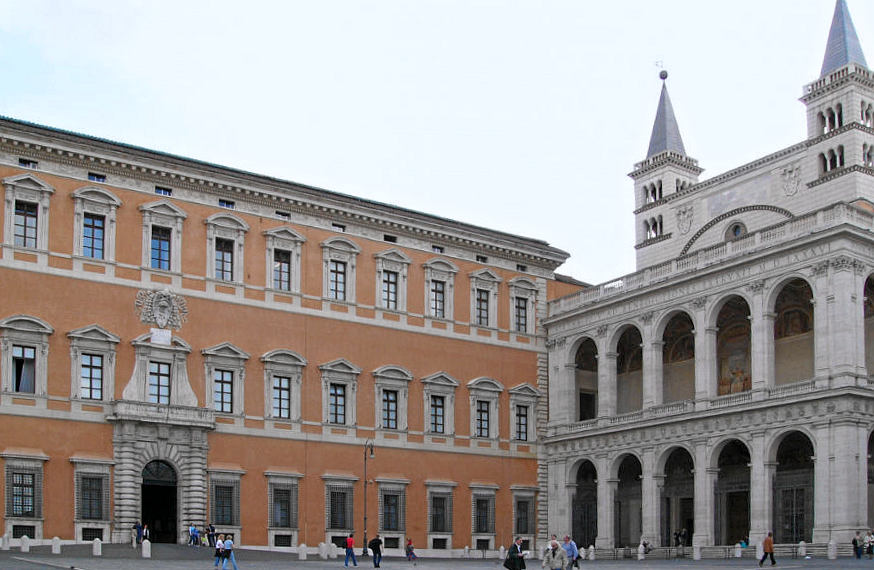
Het Lateraanse Paleis met rechts de zijingang van de Sint-Jan van Lateranen

Het Lateraanse Paleis (Italiaans: Palazzo del Laterano) diende in de middeleeuwen als residentie van de pausen in Rome. Het ligt naast de basiliek van Sint-Jan van Lateranen. Ook de Heilige Trap (Scala San(c)ta) maakt deel uit van het complex.

## Geschiedenis

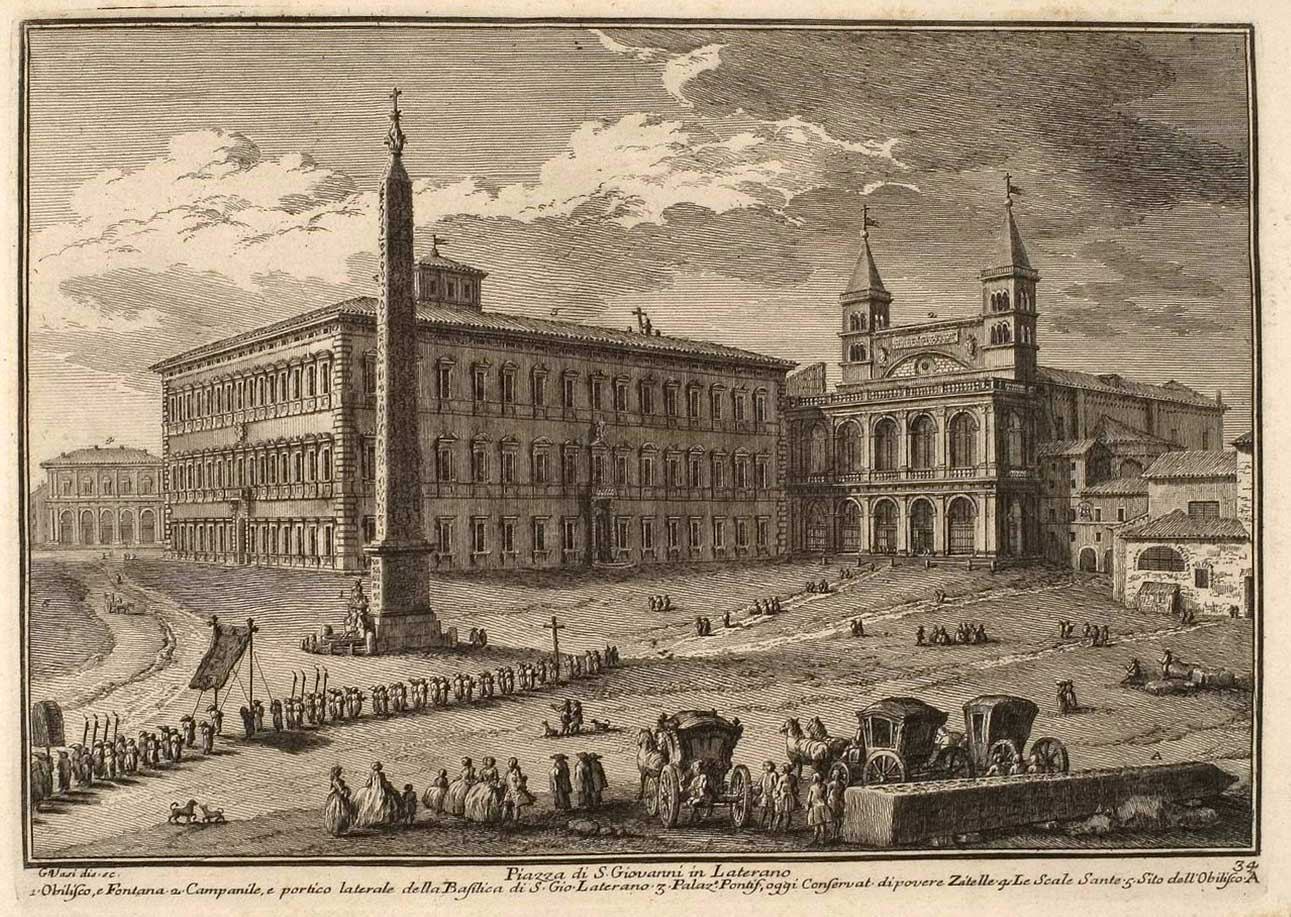
Het Lateraanse Paleis en de Sint-Jan van Lateranen op een 18e-eeuwse prent van Giuseppe Vasi

Het terrein waarop zich het Lateraanse Paleis en de basiliek van Sint-Jan van Lateranen bevinden, behoorde in de Romeinse tijd toe aan de Laterani, een grote familie van reders en importeurs van wilde dieren. Zij lieten er in de 1e eeuw na Chr. een geweldig paleis bouwen. Nadat Plautius Lateranus deelnam aan de samenzwering van Piso tegen keizer Nero, liet Nero hem terechtstellen in 64 na Chr. (zie Tacitus, Annales XV, 60, 1) en werden de bezittingen van de familie door Nero geconfisqueerd (Juvenalis X, 17). Vanaf 197 lag hier de ruiterkazerne van Septimius Severus. Ook had keizerin Fausta, de tweede vrouw van keizer Constantijn de Grote, hier haar huis, de Domus Faustae. Na het Edict van Milaan in 313 schonk Constantijn het terrein aan paus Miltiades. Het vormde sindsdien de residentie van de pausen. Het paleis bestond onder meer uit een aantal privé-vertrekken en een hal waarin verscheidene belangrijke concilies, de Concilies van Lateranen, zijn gehouden.
Het Lateraanse Paleis was tot de ballingschap van de pausen in Avignon (1309-1377) de pauselijke residentie. Maar omdat het paleis in 1308 was afgebrand, moest paus Gregorius XI, toen hij in 1377 uit Avignon terugkeerde, in het Vaticaan gaan wonen. Sindsdien bevindt zich de pauselijke residentie in het Vaticaan. Zijn bisschopszetel staat echter officieel nog steeds in de Lateraanse Basiliek.  Paus Sixtus V liet de resten van het oude Lateraanse Paleis slopen en liet in 1586 door Domenico Fontana een nieuw gebouw neerzetten, dat als zomerresidentie diende totdat het Quirinaalpaleis in de 16e eeuw die functie kreeg.
In het Lateraanse Paleis werd in 1929 het Verdrag van Lateranen gesloten tussen Mussolini en paus Pius XI.

## Het huidige paleis
Het nieuwe paleis dat in 1586 door Domenico Fontana werd gebouwd tegen de noordelijke zijkant van de Sint-Jan van Lateranen, is een vierkant gebouw in renaissancestijl naar het voorbeeld van het Palazzo Farnese. Het heeft drie verdiepingen met gelijkvormige reeksen ramen. In het midden van elk van de drie façades bevindt zich een door zware zuilen geflankeerde ingang met het pauselijke wapen van Sixtus V erboven. Op het dak staat een belvédère-toren. Tegenwoordig is het Museo Storico Vaticano in het paleis gehuisvest. Een groot deel van het gebouw wordt tevens gebruikt als kantoorcomplex voor het Bisdom Rome.

## Onderdelen van het complex

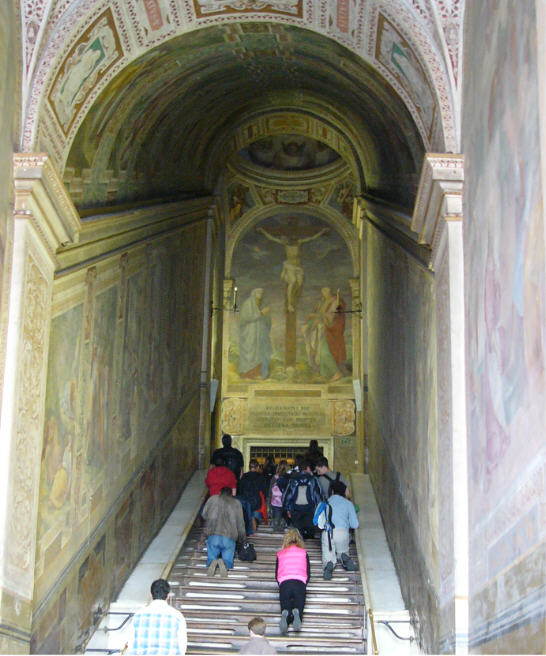
De Heilige Trap

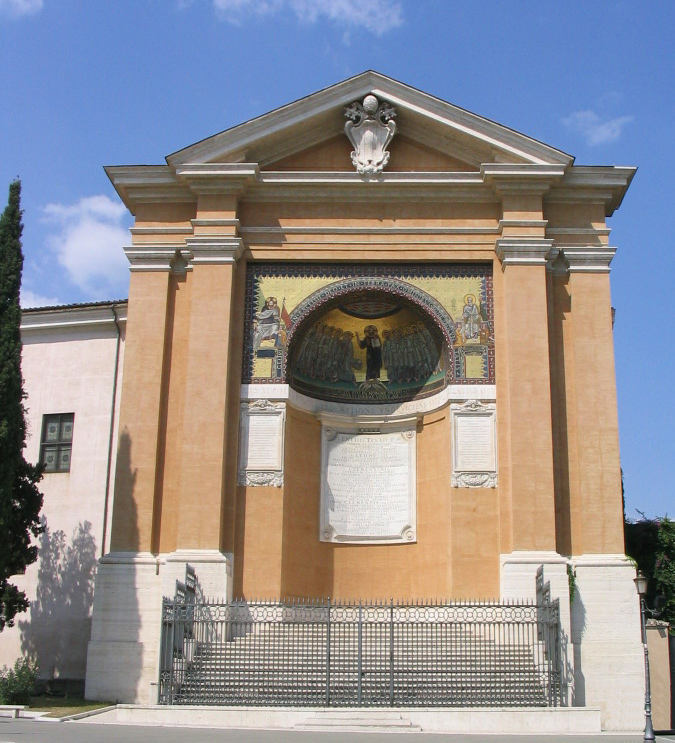
Triclinio Leonino

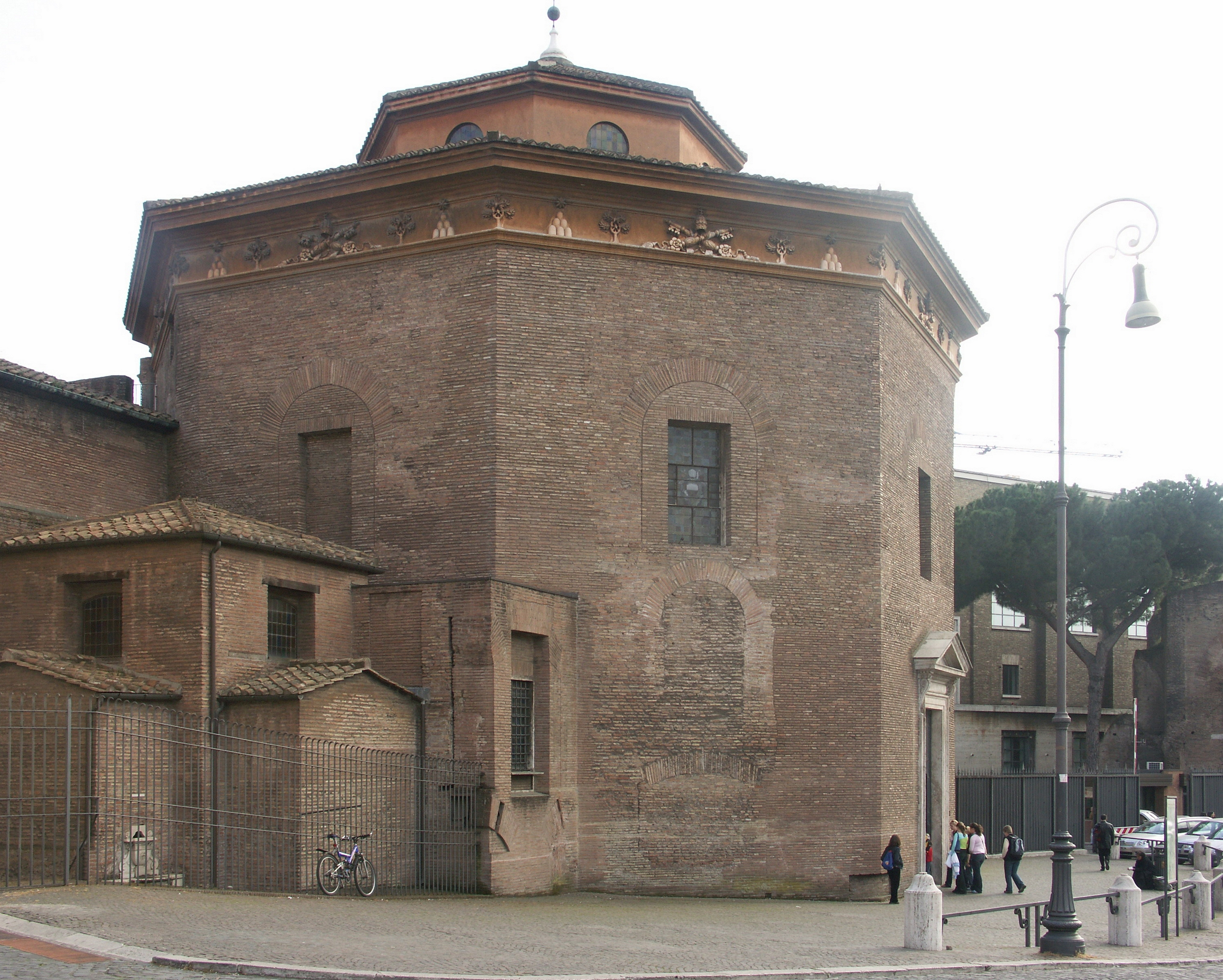
Baptisterium

### Basiliek van Sint-Jan van Lateranen
Het middelpunt van het complex is de basiliek van Sint-Jan van Lateranen (Italiaans: Basilica di San Giovanni in Laterano).

### Heilige Trap en Heilige der Heiligen
Het gebouw waarin zich de Heilige Trap (Italiaans: Scala Santa, Latijn: Scala Sancta) bevindt, wordt tegenwoordig van het Lateraanse Paleis gescheiden door een zeer drukke verkeersader. Deze trap is een relikwie die door Helena, de moeder van Constantijn de Grote, in 326 zou zijn meegenomen uit Jeruzalem. Het zou de trap zijn die Jezus besteeg toen hij aan Pontius Pilatus werd voorgeleid.
De trap vormt de toegang naar het Sancta Sanctorum (Latijn voor Heilige der Heiligen). In deze middeleeuwse bidkapel van de pausen bevinden zich veel relikwieën.

### Triclinio Leonino
Aan de rechter buitenmuur van het gebouw van de Heilige Trap bevindt zich een in de 18e eeuw gereconstrueerde apsis met een fragment van een mozaïek dat deel heeft uitgemaakt van het triclinium van paus Leo III (795-816). In deze banketzaal heeft hij onder meer Karel de Grote ontvangen tijdens diens bezoek aan Rome.

### Baptisterium
Achter de basiliek van Sint-Jan van Lateranen, op de plek waar zich eerder de thermen (het badgedeelte) van het huis van Fausta bevonden, staat het Baptisterium of de Doopkapel van Sint-Jan van Lateranen (Italiaans: Battisterio San Giovanni in Fonte). Deze kapel is gewijd aan Johannes de Doper en was het oudste baptisterium in Rome. Het werd in de 4e eeuw onder Constantijn gebouwd, vernieuwd in de 5e eeuw door paus Sixtus III en in zijn huidige toestand gebracht onder paus Urbanus VIII in 1637. De doopkapel lag apart van de basiliek om de nog ongedoopten verwijderd te houden van het allerheiligste. Het gebouw heeft een achthoekige vorm. De achtste hoek symboliseert de achtste scheppingsdag, de dag waarop de mens opnieuw geschapen wordt door het doopsel. Deze vorm zou model staan voor vele andere doopkapellen in Italië.
Het achthoekige gebouwtje is aan de buitenkant van onversierde baksteen. De bronzen toegangsdeuren zijn afkomstig uit de Thermen van Caracalla. In het midden van de kapel staat een basalten doopvont in een cirkelvormige verlaging. Hieromheen staan acht porfieren zuilen die een architraaf dragen waarop acht kleinere zuilen rusten die de koepel dragen.

### Piazza San Giovanni in Laterano
Op het plein rechtsachter de Sint-Jan van Lateranen stonden ooit de Wolvin van Rome en het Ruiterstandbeeld van Marcus Aurelius. Het ruiterstandbeeld werd echter in 1538 verplaatst naar het Capitool. Op zijn plaats liet paus Sixtus V in 1588 de obelisk van Thoetmosis III of IV oprichten door Domenico Fontana. Deze 31 m hoge obelisk (met de sokkel erbij 47 m.) van rood graniet is de hoogste obelisk van Rome.
| Heilige Stoel                            | Heilige Stoel | Heilige Stoel | Heilige Stoel |
| ---------------------------------------- | ------------- | --- | --- |
| Territoria in bezit van de Heilige Stoel |               | | |
| Eigendommen                              | In Rome       | Basilica major | Sint-Pietersbasiliek · Sint-Jan van Lateranen · Basiliek van Santa Maria Maggiore · Sint-Paulus buiten de Muren |
| Eigendommen                              | In Rome       | Lateraans Paleis (Pauselijke Lateraanse Universiteit · Heilige Trap) · Paleis van Sint-Callixtus · Janiculum (Pauselijke Urbaniana Universiteit · Pontificio collegio americano del Nord · Ospedale Pediatrico Bambino Gesù)· Propaganda Fide-paleis · Sant'Offizio · Paleis van de Congregatie van de Oriëntaalse Kerk · Vicariato-paleis · Gregoriaanse Universiteiten · Pauselijk Bijbelinstituut · | |
| Eigendommen                              | In Rome       | Extraterritoriaal | Paleis van de 12 Heilige Apostelen · San Carlo ai Catinari · Archeologisch Instituut · Collegio Bellarmino · Oriëntaals Instituut · Lombardisch College · Russisch College · Sant'Apollinare alle Terme Neroniane-Alessandrine · De vertrekken onder de Santi Giovanni e Paolo (Rome) |
| Eigendommen                              | Buiten Rome   | Castel Gandolfo · Zomergebouw van het Pontificio Collegio Urbano de Propaganda Fide · De antenne van Radio Vaticaan in Santa Maria di Galeria | Castel Gandolfo · Zomergebouw van het Pontificio Collegio Urbano de Propaganda Fide · De antenne van Radio Vaticaan in Santa Maria di Galeria |
| Eigendommen                              | Buiten Rome   | Extraterritoriaal | Basiliek van het Heilige Huis - Sint-Franciscusbasiliek (Assisi) - Basilica di Sant'Antonio |